# Jaroslav Šilhavý
Jaroslav Šilhavý (prononcé en tchèque : [ˈjaroslaf ˈʃɪlhaviː]), né le 3 novembre 1961 à Plzeň (à l'époque en Tchécoslovaquie et aujourd'hui en Tchéquie) est un joueur de football international tchécoslovaque (puis tchèque) devenu ensuite entraîneur.
Il détient le record du nombre de matchs joués en ligue professionnelle de Tchécoslovaquie.
Comme entraîneur, il a été à plusieurs reprises champion de République tchèque.

## Biographie

### Carrière de joueur

#### Carrière en club
Jaroslav Šilhavý est un entraîneur de football qui a commencé comme défenseur. Il débute au haut niveau en Première Ligue tchécoslovaque 1979–80 pour TJ Škoda Plzeň. Il joue ensuite pendant dix ans avec le RH Cheb. Avec ce club, il dispute à 3 reprises la Coupe de l'Intertoto pour 6 matchs au total. Il passe ensuite au Slavia Prague en première ligue tchécoslovaque de 1989 à 1990.
Au Slavia, Šilhavý fait partie de l'équipe qui a terminé deuxième en Première Ligue tchécoslovaque lors de la saison 1992-93. Il participe avec le Slavia à la campagne européenne et joue les deux matchs du 1er tour contre Heart of Midlothian FC en coupe de l'UEFA, inscrivant même un but lors du match retour. Lors de la saison 1993-1994, le club participe à la coupe intertoto et Jaroslav Šilhavý dispute le match contre le Maccabi Tel Aviv. Le Slavia se qualifie pour l'UEFA mais Šilhavý reste sur le banc lors des deux matchs du 1er tour contre l'OFI Crète. Après quatre années à Prague, il passe au FC Petra Drnovice pour poursuivre sa carrière de football.
Après trois années à Drnovice, il retourne à Prague en 1997 mais pour jouer au Viktoria Žižkov, où il est nommé capitaine. Avec ce club de Žižkov, il remporte le prix Personnalité de la Ligue de 1998 à la remise des prix du Football tchèque.
Comme joueur, Šilhavý a disputé un total de 465 matchs de la fin de la première ligue tchécoslovaque au début de la première ligue tchèque, marquant 25 buts. Ses 465 apparitions constituent un record de la ligue tchèque. Son fils, Tomáš Šilhavý, a aussi été joueur professionnel dans la Première Ligue tchèque et international U21.

#### Carrière internationale
Šilhavý a été 18 fois international dans l'équipe nationale espoirs de Tchécoslovaquie pendant huit ans dont certaines années comme joueur plus âgé autorisé.
Šilhavý est sélectionné à quatre reprises avec l'équipe nationale de Tchécoslovaquie. Il y fait ses débuts comme remplaçant contre la Finlande en amical le 29 août 1990 en entrant en jeu à la 83e à la place de Viliam Hýravý. Il dispute les deux matchs amicaux contre l'Australie en intégralité en janvier et février 1991. Sa dernière apparition du côté national est le 27 mars 1991, quand il dispute huit minutes d'un match amical contre la Pologne. Il a également joué un match, en 1992 avec la sélection Tchécoslovaque B.

### Carrière d'entraîneur
Comme entraîneur, Šilhavý remporte la première Ligue tchèque en 2011–12 avec le FC Slovan Liberec. Il a également entraîné d'autres clubs de haut niveau de République tchèque, dont Kladno, Viktoria Pilsen et Dynamo České Budějovice. Il a été entraîneur adjoint de l'équipe nationale de la République tchèque.
Cela commence dès la fin de sa carrière de joueur où Šilhavý devient entraîneur adjoint de Zdeněk Ščasný au Viktoria Žižkov lors des saisons 2000-2001 et 2001-2002. Il rejoint le staff de l'équipe nationale tchèque en décembre 2001, un poste qu'il occupe jusqu'en avril 2009. En décembre 2002, il passe au Sparta Prague comme adjoint de l'entraîneur Jiří Kotrba. Il quitte l'équipe première du Sparta Prague le 20 décembre 2005 et entraîne la réserve.
Šilhavý a rejoint le club de Kladno en Première Ligue tchèque en 2007, en signant un accord d'un an. Kladno termine 14e, une place au-dessus de la relégation lors de la saison de Première Ligue tchèque 2007-08.
En mai 2008, Šilhavý est nommé nouvel entraîneur du Viktoria Plzeň, mais il ne reste que pour neuf matchs, durant lesquels le club ne gagne qu'à une seule reprise. Il est relevé de ses fonctions en octobre 2008.
Son club suivant est le Dynamo České Budějovice où il remplace Pavel Tobiáš le 14 octobre 2009 comme entraîneur. Le Dynamo České Budějovice évolue alors en ligue. Budějovice termine la saison à la 13e place et évite la relégation. La saison suivante, en Première Ligue tchèque 2010–11, Šilhavý conduit České Budějovice à une position finale de 11e au classement.
En juin 2011, Šilhavý est annoncé comme le remplaçant de l'entraîneur sortant Petr Rada comme manager du FC Slovan Liberec. Liberec commence bien la saison, atteignant la deuxième place de la ligue derrière le Sparta après sept matchs. Le club termine à la première place de la première Ligue tchèque, remportant le titre de la saison 2011–12 et se qualifiant pour la Ligue des champions de l'UEFA. Il quitte le Slovan Liberec en avril 2014 et rejoint le FK Jablonec le 1er juillet 2014. Il quittera ce club en décembre 2015.
Šilhavý remplace Luboš Kozel comme entraîneur du FK Dukla Prague en mai 2016, signant un contrat de trois ans. Il rejoint le Slavia Prague en septembre de la même année.
En 2018, il est nommé à la tête de l'équipe nationale de République tchèque. Au terme de la phase de poule de l'Euro 2021, il parvient à qualifier les tchèques pour le second tour de la compétition. La République tchèque se qualifie pour les quarts de finale en éliminant les Pays-Bas à Bucarest sur le score de 2 buts à 0.
Sous sa direction, la Tchéquie se qualifie pour l'Euro 2024. Il démissionne néanmoins à la fin du dernier match de qualification et dénonce ensuite « tant de colère et d'agressivité » provenant selon lui des critiques et des supporters.

## Palmarès

### Palmarès de joueur
| Slavia Prague - Championnat de Tchécoslovaquie : - Vice-champion : 1992-93. |  | Petra Drnovice - Coupe de Tchéquie : - Finaliste : 1995-96. |

### Palmarès d'entraîneur
| Slovan Liberec - Championnat de Tchéquie (1) : - Champion : 2011-12. |  | Baumit Jablonec - Coupe de Tchéquie : - Vice-champion : 2014-15. |  | Slavia Prague - Championnat de Tchéquie (1) : - Champion : 2016-17. |

## Statistiques

### Statistiques d'entraîneur
Statistiques au 3 juillet 2021
| Club               | de                | à                | nombre | nombre | nombre | nombre | nombre | nombre | nombre | nombre      |
| Club               | de                | à                | J      | G      | N      | P      | BP     | BC     | Diff   | Victoires % |
| ------------------ | ----------------- | ---------------- | ------ | ------ | ------ | ------ | ------ | ------ | ------ | ----------- |
| Kladno             | 7 juin 2007       | 31 mai 2008      | 31     | 6      | 10     | 15     | 32     | 46     | −14    | 19,35%      |
| Viktoria Pilsen    | 31 mai 2008       | 7 octobre 2008   | 11     | 3      | 5      | 3      | 16     | 15     | 1      | 27,27%      |
| České Budějovice   | 14 octobre 2009   | 6 juin 2011      | 55     | 16     | 19     | 20     | 55     | 72     | −17    | 29,09%      |
| Slovan Liberec     | 6 juin 2011       | 15 avril 2014    | 119    | 62     | 28     | 29     | 201    | 142    | 59     | 52,10%      |
| Jablonec           | 2 juin 2014       | 8 décembre 2015  | 62     | 34     | 14     | 14     | 112    | 52     | 60     | 54,84%      |
| Dukla Prague       | 17 mai 2016       | 5 septembre 2016 | 6      | 2      | 1      | 3      | 9      | 7      | 2      | 33,33%      |
| Slavia Prague      | 5 septembre 2016  | 19 décembre 2017 | 58     | 36     | 15     | 7      | 116    | 39     | 77     | 62,07%      |
| République tchèque | 18 septembre 2018 | en cours         | 33     | 17     | 3      | 13     | 48     | 40     | 8      | 53,33%      |
| Total carrière     | Total carrière    | Total carrière   | 374    | 176    | 95     | 103    | 588    | 411    | 177    | 47,17%      |